# Saint-Nicolas-du-Bosc
Saint-Nicolas-du-Bosc ist eine Ortschaft und eine Commune déléguée in der französischen Gemeinde Le Bosc du Theil mit 297 Einwohnern (Stand: 1. Januar 2019) im Département Eure in der Region Normandie (vor 2016: Haute-Normandie). 
Mit Wirkung vom 1. Januar 2016 wurden die früheren Gemeinden Le Gros-Theil und Saint-Nicolas-du-Bosc zu einer Commune nouvelle mit dem Namen Le Bosc du Theil zusammengelegt. Die Gemeinde Saint-Nicolas-du-Bosc gehörte zum Arrondissement Bernay, zum Kanton Le Neubourg und zum Kommunalverband Roumois Seine. 

## Geografie
Saint-Nicolas-du-Bosc liegt etwa 30 Kilometer südwestlich von Rouen.

## Bevölkerungsentwicklung
| 1962                       | 1968 | 1975 | 1982 | 1990 | 1999 | 2006 | 2013 |
| -------------------------- | ---- | ---- | ---- | ---- | ---- | ---- | ---- |
| 139                        | 136  | 158  | 204  | 263  | 251  | 273  | 278  |
| Quellen: Cassini und INSEE |      |      |      |      |      |      |      |

## Sehenswürdigkeiten

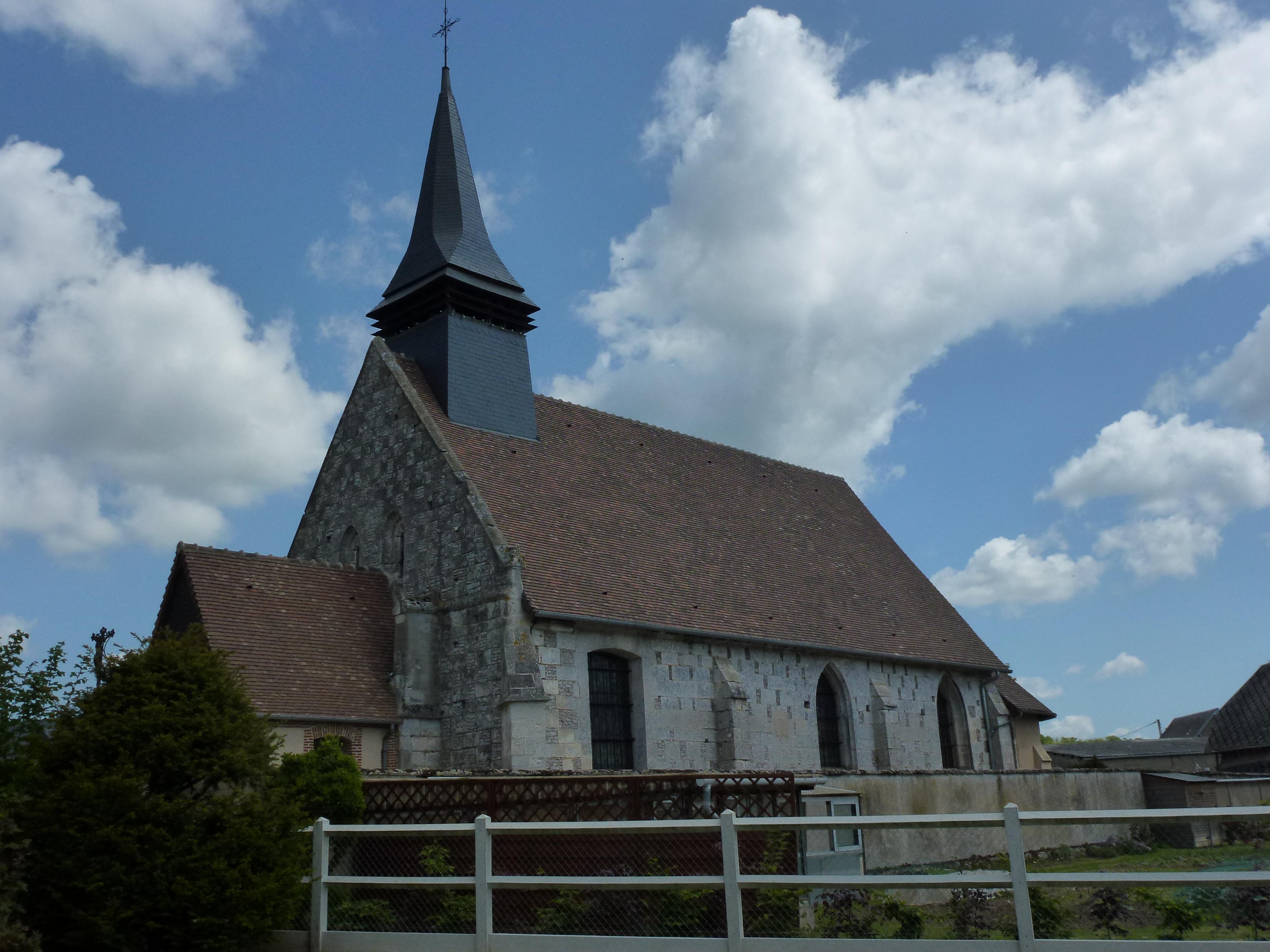
Kirche Saint-Nicolas

- Kirche Saint-Nicolas

## Persönlichkeiten
- Gaston Lenôtre (1920–2009), Konditor